# معارضة برلمانية
المعارضة البرلمانية هي شكل من أشكال المعارضة السياسية لسلطة تنفيذية معينة، وخاصة في النظام البرلماني القائم على نظام وستمنستر. ويُرجى ملاحظة أن هذه المقالة تستخدم مصطلح السلطة التنفيذية كما هو مستخدم في الأنظمة البرلمانية، أي بمعنى الإدارة أو مجلس الوزراء بدلاً من الدولة. وعادة ما يُقال لقب «المعارضة الرسمية» على أكبر الأحزاب التي تجلس للمعارضة ويحصل زعيمها على لقب «زعيم المعارضة».
في مجالس نواب الفوز للأكثر أصواتا، حيث يكون الميل نحو الانجذاب إلى حزبين كبيرين أو مجموعات حزبية تعمل بقوة، يمكن أن تذهب أدوار السلطة التنفيذية والمعارضة  إلى الحزبين الرئيسيين بالتسلسل على التناوب. وفي هذا السياق، تشكل المعارضة «سلطة تنفيذية في الانتظار» معترفًا بها، حتى لو بشكل شبه رسمي. ويمكن أن تتحول «معارضتها» إلى شيء زائف في انتظار تبادل الأدوار والوظائف في النهاية أو إعادة احتلال وظائف مقاعد خزانة الدولة.
كلما كان النظام التمثيلي أكثر تناسبًا، زاد احتمال ظهور أحزاب سياسية متعددة في قاعة المناقشات البرلمانية. ويمكن لمثل هذه الأنظمة تعزيز الأحزاب «المعارضة» المتعددة التي قد يكون لديها رغبة مشتركة وقليلة في تشكيل كتلة موحدة تكون معارضة للسلطة التنفيذية الموجودة في ذلك الوقت.
هناك بعض الحكومات الديمقراطية المنظمة تنظيمًا جيدًا، والتي يهيمن عليها فصيل واحد على المدى الطويل، تحد من معارضتها البرلمانية لتكون معارضة رمزية. وتعد سنغافورة مثالاً على حالة المعارضة الضعيفة عدديًا؛ وقد استمرت جنوب أفريقيا، في ظل نظام التمييز العنصري، في حالة اللاتوازن لفترة طويلة في البرلمان. وفي بعض الحالات تنشئ المجموعات الحاكمة الأحزاب "المعارضة" المستأنسة من أجل خلق انطباع من النقاش الديمقراطي.